# Cabo de Cà Mau

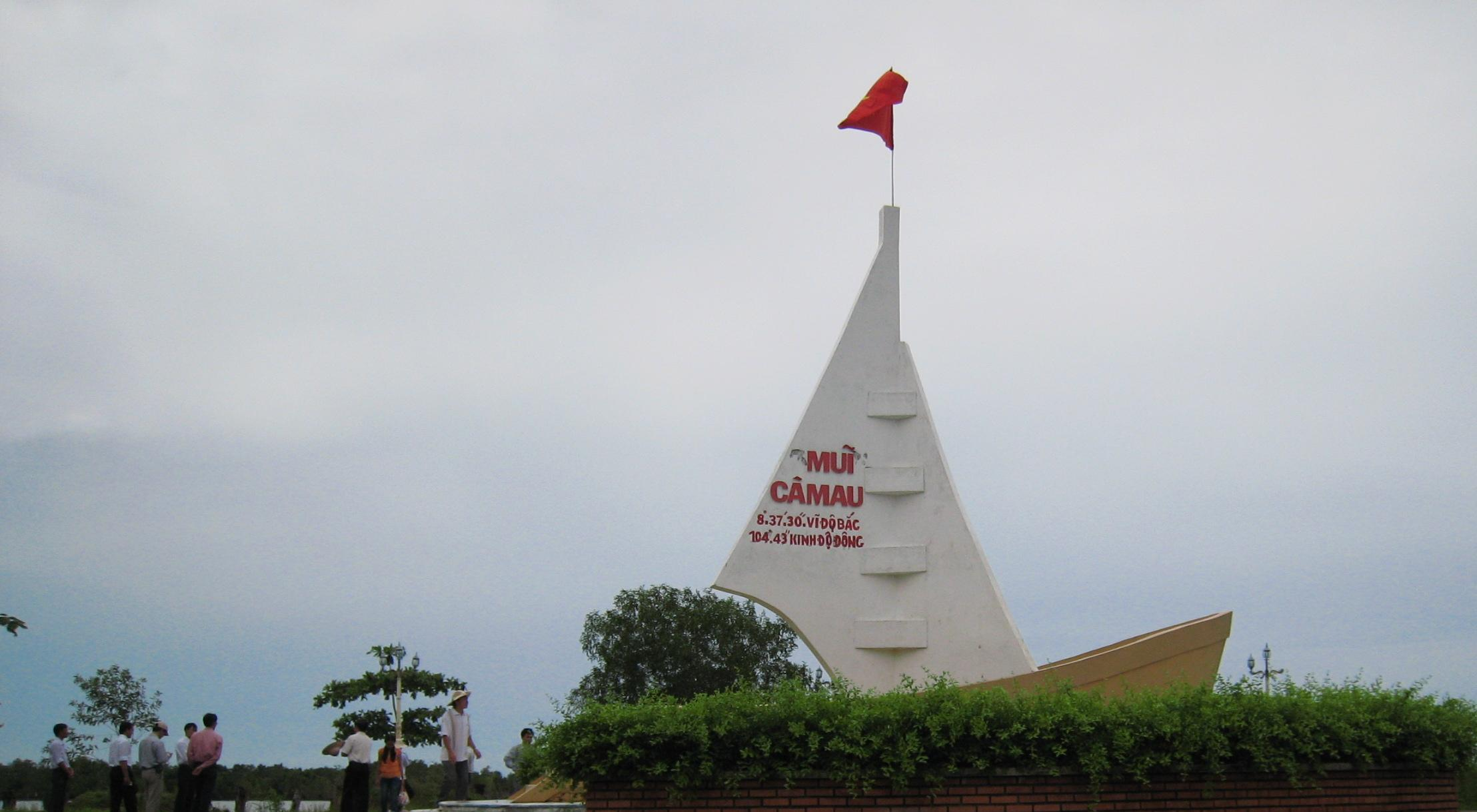
Monumento en forma de barco marcando la ubicación geográfica del cabo Ca Mau

El cabo de Ca Mau  (en vietnamita: Mũi Cà Mau) es el extremo occidental de la pequeña península de Ca Mau, en el extremo de la península de Indochina. Se encuentra entre el golfo de Tailandia, al oeste y el mar de China Meridional, al este, y administrativamente, pertenece al distrito de Ngọc Hiển de la provincia homónima de Cà Mau.
A veces se considera erréneamente que es el punto más al sur de la parte continental de Vietnam, distinción que le corresponde al vecino Viena An (8° 30′N, 104° 40′E).
En la región hay diversos y abundantes ecosistemas de manglares.
Los vietnamitas hablan de su país a menudo usando la frase «Vietnam se extiende desde Quan Nam a Ca Mau», por lo que es un lugar que está en la memoria de gran parte de la población. 
La zona del [cabo ha sido declarada Reserva de la biosfera en el año 2009.